# Sabine Schiffer
Sabine Schiffer (* 1966 in Geilenkirchen) ist eine deutsche Sprachwissenschaftlerin, Medienpädagogin und Hochschullehrerin. Seit 2018 ist sie Professorin an der privaten, staatlich anerkannten Media University of Applied Sciences in Frankfurt am Main. Ihre Themen sind Medientheorie, Medienkritik und Medienjournalismus. Sie beschäftigt sich unter anderem mit dem Islambild in deutschen Medien und „Hate Speech“ (sinngemäß übersetzt: „Hassrede“) gegenüber Muslimen, dem Judentum und anderen Minderheiten.

## Ausbildung und berufliche Tätigkeiten
Sabine Schiffer wuchs in Nordrhein-Westfalen und Bayern auf. Nach ihrem Abitur studierte sie Sprachwissenschaften an der Friedrich-Alexander-Universität in Erlangen (Magistra Artium 1993); anschließend absolvierte sie dort auch ein viersemestriges Zweitstudium in Wirtschaft, Politik und Islamwissenschaften. Seit 1993 ist sie als Medienpädagogin tätig und befasst sich dabei vor allem mit Diskriminierung in öffentlichen Diskursen, insbesondere zu Themen wie Antisemitismus, Islamfeindlichkeit, Sexismus sowie Medien und Krieg. Als Schwerpunkt setzt sie sich mit den zu diesem Themenkomplex anzutreffenden Aktivitäten im Web auseinander. 2004 wurde sie bei Horst Haider Munske an der Universität Erlangen-Nürnberg mit einer Arbeit über die Darstellung des Islam in Tageszeitungen und Zeitschriften zum Dr. phil. promoviert. Von 2004 bis 2006 war sie an der Erlanger Universität als Lehrbeauftragte für Germanistische Sprachwissenschaft tätig.
Im November 2005 gründete Schiffer das Institut für Medienverantwortung (IMV) in Erlangen, das sie bis heute leitet. Seit 2009 firmiert das IMV als haftungsbeschränkte Unternehmergesellschaft (UG) mit Schiffer als Geschäftsführerin. Das IMV veranstaltet seit 2006 jährlich eine Woche der Medienpädagogik. Von 2006 bis 2009 war Schiffer Mitglied in der Arbeitsgruppe Medien der Deutschen Islamkonferenz. Seit 2009 schrieb sie regelmäßig für die türkische Tageszeitung Zaman. Seit 2012 ist Schiffer als Referentin für die Journalistenschule World Media Akademie in Offenbach am Main tätig, im Wintersemester 2012/2013 war sie freie Dozentin für den Studiengang International Media Studies an der DW Akademie in Bonn. Von 2013 bis 2016 arbeitete Schiffer in Lektorat und Öffentlichkeitsarbeit für Ronald Thodens Verlag Selbrund Berlin.
Seit dem Sommersemester 2018 hat sie eine Professur an der Hochschule für Medien, Kommunikation und Wirtschaft, heute Media University of Applied Sciences, in Frankfurt/Main, heute inne.

## Veröffentlichungen und Rezeption
Sabine Schiffer behandelte in ihrer interdisziplinär ausgerichteten Dissertation von 2004 die Darstellung des Islams in der Presse. Im Hauptteil ihrer Untersuchung analysierte sie Bilder und Texte überregionaler Tages- und Wochenzeitungen (u. a. Focus, Der Spiegel, Die Zeit, FAZ) aus den Jahren 1988 bis 2002. Schiffer identifizierte im Material durchgehend systematische Manipulationen. So kritisierte sie u. a. Filmtechniken, wie Häufigkeit und Wiederholungen von bestimmten Reizkombinationen, als manipulative Mittel zur Stereotypenbildung. In der Dissertation regte sie an, die Entwicklungslinien des antisemitischen und des islamfeindlichen Diskurses zu vergleichen. Kristina Stock vom Orientalistischen Institut der Universität Leipzig bewertete diese Untersuchung im Fachforum Humanities – Sozial und Kulturgeschichte als eine ernstzunehmende, Manipulationsmechanismen offenlegende Medienkritik, deren Ergebnisse durch Gegenbeispiele, welche den gefundenen Präsentationstechniken nicht folgen, relativiert werden, ohne dadurch aber den Wert der Dissertation zu schmälern. Stock wies darauf hin, dass laut Schiffer die aktuelle Diskussion zur Integration muslimischer Mitbürger im gleichen Verstellungsvorwurf zu enden drohe, wie dies den jüdischen Mitbürgern zu Beginn des 20. Jahrhunderts geschah.
Schiffer beteiligte sich mit einer Arbeit unter dem Titel Der Islam in deutschen Medien an einer 2005 erschienenen Schwerpunktausgabe über Muslime in Europa in der Beilage Aus Politik und Zeitgeschichte der Wochenzeitung Das Parlament.
Als Necla Kelek 2006 mit dem „Geschwister-Scholl-Preis“ ausgezeichnet wurde, wertete Schiffer dies, ebenso wie die Auszeichnungen für Seyran Ateş, als „Zeugnis mangelnder Kritikfähigkeit des Publikums“.
Im Dezember 2008 nahm sie an der von Wolfgang Benz geleiteten Konferenz Feindbild Muslim – Feindbild Jude des Zentrums für Antisemitismusforschung teil und verfasste einen Beitrag für die Buchdokumentation der Konferenz.
Im selben Jahr publizierte sie zusammen mit Constantin Wagner, einem freien Mitarbeiter ihres Instituts, das Buch Antisemitismus und Islamophobie. Ein Vergleich. Sie geht darin der Frage nach, „ob es eine Islamfeindschaft gebe, über die sich etwas im historischen Vergleich mit dem Antisemitismus lernen lasse“. Patrick Bahners würdigte das Buch in einer Sammelrezension in der Frankfurter Allgemeinen Zeitung (FAZ) als Anregung zu einer für ihn „dringend notwendigen ‚Ideologiekritik der Islamkritik‘“. Demgegenüber beurteilte die Journalistin Sabine Pamperrien in Das Parlament das Buch als ein „Gegenstück zur pseudowissenschaftlichen Propaganda der Islam-Kritiker“. Sie hielt den Autoren Schiffer und Wagner unwissenschaftliche Arbeitsmethoden vor. Armin Pfahl-Traughber bemängelte in einer für den Humanistischen Pressedienst verfassten Rezension ebenfalls analytische Schwächen. Die Autoren würden „häufig nur Beschreibungen und Kommentare ohne klare Systematisierung“ auflisten. Ärgerlich sei darüber hinaus, dass keine differenzierte Unterscheidung von Islamkritik und Islamophobie erfolge. So würden „Feministinnen, christliche Fundamentalisten, Humanisten“ in einen Topf geworfen.
Über Schiffers Beitrag in dem Sammelband Islamfeindlichkeit, der 2009 von Thorsten Gerald Schneiders herausgegeben wurde, schrieb Bahners in seiner Rezension in der FAZ, Sabine Schiffer beschäftige sich zu Recht „ausführlich mit den Widerwärtigkeiten der islamkritischen Bloggerszene. Seiten wie ‚Politically Incorrect‘ […] [stünden] für eine Verrohung und Enthemmung der öffentlichen Rede, die ohne Beispiel“ sei. Er kritisierte jedoch Schiffers Forderung, „bei der kausalen Betrachtung der Frauenunterdrückung nur nichtreligiöse Ursachen zu berücksichtigen“. Schiffer schreibt als Kolumnistin regelmäßig für die Online-Nachrichtenseite Deutsch-Türkisches Journal (DTJ).
Der Politologe Floris Biskamp kritisierte Schiffer in der Jungle World als Autorin, die „Kritik an bestimmten Strömungen des Islam gerne als Hetze“ abstemple, als Vertreterin einer Strömung, die „seit einigen Jahren im Vorurteil gegen den Islam den neuen Antisemitismus und in Islamkritikern die neuen Nazis“ ausmache. Insbesondere sei ihre Forderung einer Einschränkung der Meinungsfreiheit „pikant“. Sie befinde sich in einer „Halbwelt zwischen Vorurteilsforschung und pro-islamistischer Lobby“.
Sie wird für bestimmte Kontakte, Gesprächspartner und Plattformen kritisiert. So gab sie dem iranischen Auslandssender Islamic Republic of Iran Broadcasting ein Interview und war unter anderem mehrfach Gast in Sendungen des Verschwörungstheoretikers Ken Jebsen. In verschiedenen Aufsätzen vertrat sie zudem Verschwörungstheorien zum 11. September 2001.
Jan-Philipp Hein bezeichnete das Institut für Medienverantwortung im Kölner Stadtanzeiger als „Ein-Frau-Institut“, da Schiffer bis auf eine Bürokraft nur freie Mitarbeiter aufführt und das Institut nach eigenen Angaben „im Wesentlichen“ als „ein Netzwerk“ betreibt.

## Mordfall Marwa El-Sherbini
2009 kommentierte Sabine Schiffer mehrfach die Begleitumstände und Hintergründe der Ermordung von Marwa El-Sherbini am 1. Juli 2009 durch den islam- und ausländerfeindlichen Angeklagten während einer Gerichtsverhandlung in Dresden. Sie gab mehrere Interviews zu dem Fall, so im Juli 2009 im Wortradio SWR cont.ra, in der taz und im arabischen Nachrichtensender Al Jazeera.
Der Ehemann der Ermordeten war ihr zu Hilfe geeilt und dabei von dem Angeklagten mit mehreren Messerstichen lebensgefährlich verletzt worden. Zudem hatte ein hinzukommender Polizist ihn gezielt angeschossen, da er ihn irrtümlich für den Täter des Messerangriffs hielt. In einem Telefoninterview, das am 15. Juli 2009 vom deutschsprachigen Radio Islam des staatlich iranischen Nachrichtensenders IRIB gesendet wurde, erklärte Schiffer, der Ehemann sei „sicherlich aus rassistischen Gründen von einem Polizisten auch noch angeschossen“ worden. Daraufhin erging nach Anzeigen des Polizisten und dessen Dienststelle ein Strafbefehl gegen Schiffer wegen übler Nachrede, gegen den sie jedoch Einspruch einlegte. Das Amtsgericht Erlangen sprach sie frei, weil es ihren Kommentar als vom Grundrecht der Meinungsfreiheit gedeckt beurteilte. Am 13. Oktober 2010 wurde das Urteil rechtskräftig.
2011 erschien Schiffers Beitrag für den Sammelband Tödliche Realitäten. Der rassistische Mord an Marwa El-Sherbini. Er erinnert auch an elf weitere, in Sachsen getötete Todesopfer rechtsextremer Gewalt in der Bundesrepublik Deutschland. Schiffer befasste sich darin anhand des Begriffes der „Islamophobie“ mit dem Spannungsfeld zwischen Islamkritik und antimuslimischen Ressentiments. Der Politologe Floris Biskamp kritisierte in einem weiteren Beitrag des Sammelbandes ihre Analyse.

## Politik
2021 kandidierte Sabine Schiffer in Berlin für die Satirepartei Die PARTEI für den Bundestag.

## Publikationen
Bücher
- Die Darstellung des Islams in der Presse. Sprache, Bilder, Suggestionen. Eine Auswahl von Techniken und Beispielen (= Bibliotheca academica, Reihe Orientalistik, Band 10). Ergon-Verlag, Würzburg 2005, ISBN 3-89913-421-4 (zugleich Dissertation, Universität Erlangen-Nürnberg 2004).
- mit Constantin Wagner: Antisemitismus und Islamophobie. Ein Vergleich (= „Bücher, die unsere Weltsicht verändern“, Band 2). HWK Verlag, Wassertrüdingen 2009, ISBN 978-3-937245-05-8 (Rezensionsnotiz bei Perlentaucher).
- Bildung und Medien. Was Eltern und Pädagogen wissen müssen. HWK Verlag, Wassertrüdingen 2013, ISBN 978-3-937245-10-2.
- mit Ronald Thoden: Ukraine im Visier – Russlands Nachbar als Zielscheibe geostrategischer Interessen. Selbrund Verlag, Frankfurt 2014, ISBN 978-3-9816963-0-1.
- Medienanalyse – ein kritisches Lehrbuch. Westendverlag, Frankfurt 2021. ISBN 978-3-86489-157-1.

Buchbeiträge, Fachartikel und Vorträge
- Medien und Wissensvermittlung am Beispiel des Islam. Perspektiven für einen medienpädagogischen Ansatz. In: Sigrid Nolda (Hrsg.): Erwachsenenbildung in der Wissensgesellschaft (= Theorie und Praxis der Erwachsenenbildung). Julius Klinkhardt, Bad Heilbrunn 2002, ISBN 3-7815-0855-2, S. 120–139.
- Die Verfertigung des Islambilds in deutschen Medien. In: Siegfried Jäger u. a. (Hrsg.): Mediale Barrieren. Rassismus als Integrationshindernis (= Duisburger Institut für Sprach- und Sozialforschung. Edition DISS, Band 13). Unrast, Münster 2007, ISBN 978-3-89771-742-8, S. 167–200 (Rezension (auch zu Schiffers Beitrag) von Ruth Wodak beim FQS).
- Islam und Gewalt. Eine Minderheitenmeinung setzt sich durch. In: Bernhard Debatin (Hrsg.): Der Karikaturenstreit und die Pressefreiheit. Wert- und Normenkonflikte in der globalen Medienkultur. The cartoon debate and the freedom of the press (= Kultur und Technik, Band 4). LIT, Berlin 2007, ISBN 978-3-8258-9950-9, S. 161–171.
- zusammen mit Xenia Gleißner: Das Bild des Propheten. Der Streit um die Mohammed-Karikaturen. In: Gerhard Paul (Hrsg.): Das Jahrhundert der Bilder. 1949 bis heute. Vandenhoeck & Ruprecht, Göttingen 2008, ISBN 978-3-525-30012-1, S. 750–759.
- Grenzenloser Hass im Internet. Wie „islamkritische“ Aktivisten in Weblogs argumentieren. In: Thorsten Gerald Schneiders (Hrsg.): Islamfeindlichkeit. Wenn die Grenzen der Kritik verschwimmen. VS Verlag für Sozialwissenschaften, Wiesbaden 2009, ISBN 978-3-531-16257-7, S. 341–362.
- Kommentar zum Vortrag von Angelika Königseder „Feindbild Islam“. In: Wolfgang Benz (Hrsg.): Islamfeindschaft und ihr Kontext. Dokumentation der Konferenz „Feindbild Muslim – Feindbild Jude“ (= Reihe Positionen, Perspektiven, Diagnosen, Band 3). Metropol Verlag, Berlin 2009, ISBN 978-3-940938-32-9, S. 35–43.
- Kulturkampf als Mittel der Kriegspropaganda? In: Ralph-Maria Lüdtke u. a. (Hrsg.): Kapitalismus, Krise und Krieg. Den Kreislauf durchbrechen (= Kasseler Schriften zur Friedenspolitik, Band 17). Jenior, Kassel 2010, ISBN 978-3-934377-57-8, S. 210–219.
- Islamophobie – Plädoyer für eine internationale Bezeichnung. In: Opferberatung des RAA Sachsen e. V. (Hrsg., Lektorat: Alexandra Klei): Tödliche Realitäten. Der rassistische Mord an Marwa El-Sherbini. Regionale Arbeitsstellen für Bildung, Integration und Demokratie Sachsen, Hoyerswerda 2011, ISBN 978-3-00-034794-8, S. 126–135.
- Islamophobie – Plädoyer für eine internationale Bezeichnung. In: Inamo, Nr. 4, 2011, S. 22–26
- Informationsmedien in der Postdemokratie. Zur Bedeutung von Medienkompetenz für eine lebendige Demokratie. In: Aus Politik und Zeitgeschichte (APuZ), Nr. 1–2, 2011, S. 27–32 (online).
- Der Islam in deutschen Medien. In: Aus Politik und Zeitgeschichte (APuZ), 2005, Nr. 20, S. 23–30 (online).
- Medien als Spiegel und Konstrukteur gesellschaftlicher Vorstellungen. In: Dossier Medien und Diversity, Böll-Stiftung 2007, S. 12–15 (online).
- Islamfeinde im straffreien Raum. In: Frankfurter Rundschau, 1. Oktober 2011 (online).
- Gegen die Einseitigkeit. Vielfalt in deutschen Massenmedien. In: Fikrun wa Fann, Kulturzeitschrift des Goethe-Instituts für den Dialog mit der islamischen Welt, Juni 2010 (online).
- Islamfeindlichkeit in Deutschland. Ausgrenzende Strukturen ernst nehmen. In: Deutscher Kulturrat (Hrsg.): Islam Kultur Politik. Dossier 1, Januar–Februar 2011, ISBN 978-3-934868-26-7 ·S. 38, kulturrat.de (PDF).
- Islamfeindlichkeit. Dokumentation einer Konferenz des Deutschen Städtetages und der Landeshauptstadt München, Deutscher Städtetag Berlin, Köln 2012, S. 72, staedtetag.de (PDF).

Englisch
- Islam in German Media. In: Ala Al-Hamarneh, Jorn Thielmann (Hrsg.) Islam and Muslims in Germany (Muslim Minorities). Brill Academic Pub., Leiden 2008, ISBN 978-90-04-15866-5, S. 432–440
- Anti-Semitism and Islamophobia – new enemies, old patterns (mit Constantin Wagner). In: Race & Class Nr. 1, 2011, S. 77–84.[36]
- The Fiction of a Homogeneous Culture. In: Euro-Med Intercultural Trends 2010. The Anna Lindh Report. S. 107–109, euromedalex.org (PDF).[37]
- Demonizing Islam before and after 9/11: Anti-Islamic spin – an important factor in pro-war PR?, in: Global Media and Communication. Nr. 3, 2011, S. 211–214.[38]

Beiträge zur Medienbildung
- Medienbildung für Multiplikatoren – Konzeptionelle Vorüberlegungen für eine Lehrplaninitiative. In: HLZ – Zeitschrift der GEW Hessen für Erziehung, Bildung, Forschung, 65. Jg., Nr. 3/2012, ISSN 0935-0489, S. 12–13 gew-hessen.de  (PDF; 2,06 MB)
- Spracherziehung. In: MiGAZIN, fünfteilige Artikelreihe, 7. bis 11. März 2011 (online).
- Medienmodul für das i-Punkt-Projekt der Landeszentrale für politische Bildung Baden-Württemberg. In: Robert Feil, Wolfgang Hesse (Hrsg.): Miteinander leben. Unterrichtsmaterialien für Orientierungs- und Sprachkurse. Stuttgart 2012, ISBN 978-3-00-036568-3.